# Pieter Henriques
Pieter Henriques de Jongh fut un marchand juif londonien de la fin du XVIIe siècle et l'un des fondateurs et actionnaires de la Banque d'Angleterre en 1694. Il fut aussi l'un des premiers importateurs européens de cacao du Venezuela, contribuant au développement de la première filière historique d'approvisionnement et à l'accélération de l'histoire de la culture du cacao.
Dès 1688, le trésor anglais autorise Pieter Henriques, de Londres, à importer un quota de 200 tonnes de cacao de Tucacas, au Venezuela, qui devient le centre d'approvisionnement en cacao dans les décennies qui suivent.
Il avait investi 4 000 livres sterling au capital de la et fit partie des 350 marchands juifs qui ont constitué ses premiers actionnaires entre 1694 et 1725, permettant à cette dernière de prêter à l'État anglais pour le développement de la Royal Navy.